# Dipsas latifasciata
Dipsas latifasciata este o specie de șerpi din genul Dipsas, familia Colubridae, descrisă de Boulenger 1913. Conform Catalogue of Life specia Dipsas latifasciata nu are subspecii cunoscute.